# فاطمه‌سادات خاتمی
فاطمه‌سادات خاتمی (۱۳۱۶– ۲ اسفند ۱۳۹۳) سیاستمدار رئیس اولین دوره شورای شهر اردکان بود. او دختر روح‌الله خاتمی و خواهر سید محمد خاتمی است.

## درگذشت و پیامهای تسلیت
فاطمه خاتمی در ۲ اسفند ۱۳۹۳ شمسی در اثر بیماری درگذشت. سید علی خامنه‌ای، حسن روحانی، اکبر هاشمی رفسنجانی، سید حسن خمینی، لطف‌الله صافی گلپایگانی، موسوی اردبیلی و اسحاق جهانگیری
مدرسین و محققین حوزه علمیه قم، بنیاد باران، خانواده بهشتی، فرزندان و همسر کروبی، مرتضی اشراقی نوه خمینی، کدیور و مهاجرانی مرگ او را تسلیت گفتند.
سید علی خامنه‌ای پیام تسلیت خود را خطاب به مادر وی (سکینه ضیایی) داده بود و نام خانوادگی فاطمه‌سادات را خلیلی خطاب کرده بود که نام خانوادگی فرزند اوست که در جنگ کشته شده است. از آنجا که وی از دادن پیام به سید محمد خاتمی امتناع کرده بود و بنظر می‌رسد چون مادرشان یکماه بعد از این پیام در وضعیت وخیم بیماری و بیهوشی قرار گرفت در بعضی رسانه‌ها از آن با تیتر «آیت‌الله خامنه‌ای درگذشت خواهر محمد خاتمی را به مادر متوفی تسلیت گفت» یاد شده بود.
مادر خاتمی نیز متقابلاً طی نامه‌ای به سید علی خامنه‌ای از پیام تسلیت وی تشکر کرد.